# Benvenuto Terracini
Benvenuto Terracini (* 12. August 1886 in Turin; † 30. April 1968 ebenda) war ein italienischer Linguist und Romanist.

## Leben und Werk
Benvenuto Aronne Terracini promovierte 1909 bei Matteo Bartoli über Il parlare di Usseglio (erschienen in Archivio Glottologico Italiano 1910–1913). 1910 studierte er in Paris bei Jules Gilliéron, Mario Roques,  Antoine Meillet und dem abbé Jean-Pierre Rousselot. Von 1911 bis 1913 war er Lektor für Italienisch bei Matthias Friedwagner in Frankfurt.  Als Professor für Sprachwissenschaft lehrte er 1925/1926 in Cagliari, von 1926 bis 1929 in Padua und  von 1929 bis 1938 in Mailand.  Er floh vor den italienischen Rassegesetzen von 1938 nach Argentinien und lehrte von 1941 bis 1946 in San Miguel de Tucumán. Nach dem Krieg kehrte er nach Italien zurück und wirkte von 1947 bis 1959 auf dem Lehrstuhl für Sprachwissenschaft und Geschichte der italienischen Sprache in Turin. Ab 1952 leitete er als Nachfolger von Matteo Bartoli den Atlante Linguistico Italiano (ALIT). Er gehörte der Accademia dei Lincei und ab 1946 der Accademia della Crusca an. Zu seinen Schülern zählen  Maria Corti (1915–2002), Cesare Segre (1928–2014), Eleonora Vincenti, Gian Luigi Beccaria (* 1936), Bice Mortara Garavelli und  Giuliana Tedeschi (1914–2010).
Terracini war verheiratet mit Lore Terracini Klonower, der Übersetzerin von Heinrich Heines Rabbi von Bacharach (Florenz 1921, 1926). Benvenuto Terracini war der Bruder des Mathematikers Alessandro Terracini (1889–1968), der wie er nach Tucumán geflohen war und den er nur um wenige Tage überlebte.

## Weitere Werke
- Corso di lezioni sugli Ebrei orientali, 1921/1922
- Minima : saggio di ricostruzione di un focolare linguistico (Susa), 1937
- Il tedesco per l’italiano autodidatta. Grammatica pratica per lo studio della lingua tedesca, con la pronuncia figurata, la nomenclatura illustrata, la traduzione interlineare dei brani di lettura, la chiave degli esercizi (zusammen mit Arnold G. Reichenberger), Mailand 1941, 1958
- Perfiles de linguistas. Contribución a la historia de la linguistica comparada, Tucumán 1946
- Corso di glottologia : introduzione allo studio della linguistica storica, Turin 1949
- Guida allo studio della linguistica storica, Rom 1949
- Stile e lingua della vita nuova. Corso di storia della lingua italiana, Turin 1951
- Conflictos de lengua e de cultura, Buenos Aires 1951
- Pagine e appunti di linguistica storica, Florenz 1957
- Conflitti di lingua e di cultura, Venedig 1957, hrsg. von Maria Corti, Turin 1996
- Lingua libera e libertà linguistica, hrsg. von Maria Corti, Turin 1963, 1970, 1973
- Analisi stilistica. Teoria, storia, problemi, Mailand 1966, 2. Auflage 1975
- I segni, la storia, hrsg. von Gian Luigi Beccaria, Neapel 1976
- Linguistica al bivio. Raccolta di saggi, hrsg. von Gian Luigi Beccaria e Maria Luisa Porzio Gernia, Neapel 1981
- Il problema della traduzione, hrsg. von Bice Mortara Garavelli, Mailand 1983